# Klasztor Franciszkanów w Kafarnaum
Klasztor Franciszkanów w Kafarnaum – klasztor położony przy stanowisku archeologicznym w Kafarnaum, na północy Izraela. Jest to siedziba wspólnoty franciszkańskiej.
Klasztor i teren należą do Kustodii Ziemi Świętej. Obok wspólnoty męskiej opiekę nad sanktuarium prowadzą filipińskie zakonnice, posiadające oddzielny dom zakonny.

## Historia
Ruiny starożytnego miasta na północnym brzegu Jeziora Tyberiadzkiego odkrył w 1838 roku amerykański podróżnik Edward Robinson. Dopiero w 1866 roku brytyjski kapitan Charles William Wilson przeprowadził niewielkie prace archeologiczne i powiązał odkryte ruiny z miastem Jezusa. W 1894 roku franciszkański ojciec Giuseppe Baldi z Neapolu (Kustodia Ziemi Świętej) zdołał odkupić od Beduinów znaczną część tutejszej ziemi (2/3 całego obszaru). Umożliwiło to Franciszkanom wybudowanie w kolejnych latach ogrodzenia, aby chronić ocalałe ruiny przed coraz częstszymi aktami wandalizmu. Aby utworzyć małą oazę dla pielgrzymów zasadzono palmy i drzewa eukaliptusowe sprowadzone specjalnie z Australii. Zbudowano także niewielką przystań na Jeziorze Tyberiadzkim. W kolejnych latach Franciszkanie prowadzili wykopaliska archeologiczne, odnawiając Białą Synagogę i tzw. Dom św. Piotra. Prace wykopaliskowe prowadzili oo. Virgilio Corbo i Stanislao Loffreda z Franciszkańskiego Studium Biblijnego w Jerozolimie.

## Opis budynku
Dwukondygnacyjny budynek klasztoru wzniesiono z czarnych kamieni bazaltowych, z niewielkim dodatkiem białych kamieni wapiennych. Teren jest otoczony ogrodzeniem. W klasztorze istnieje prywatna kaplica zakonna z obrazem Piero Casentiniego w ołtarzu głównym, przedstawiającym Chrystusa w domu św. Piotra.

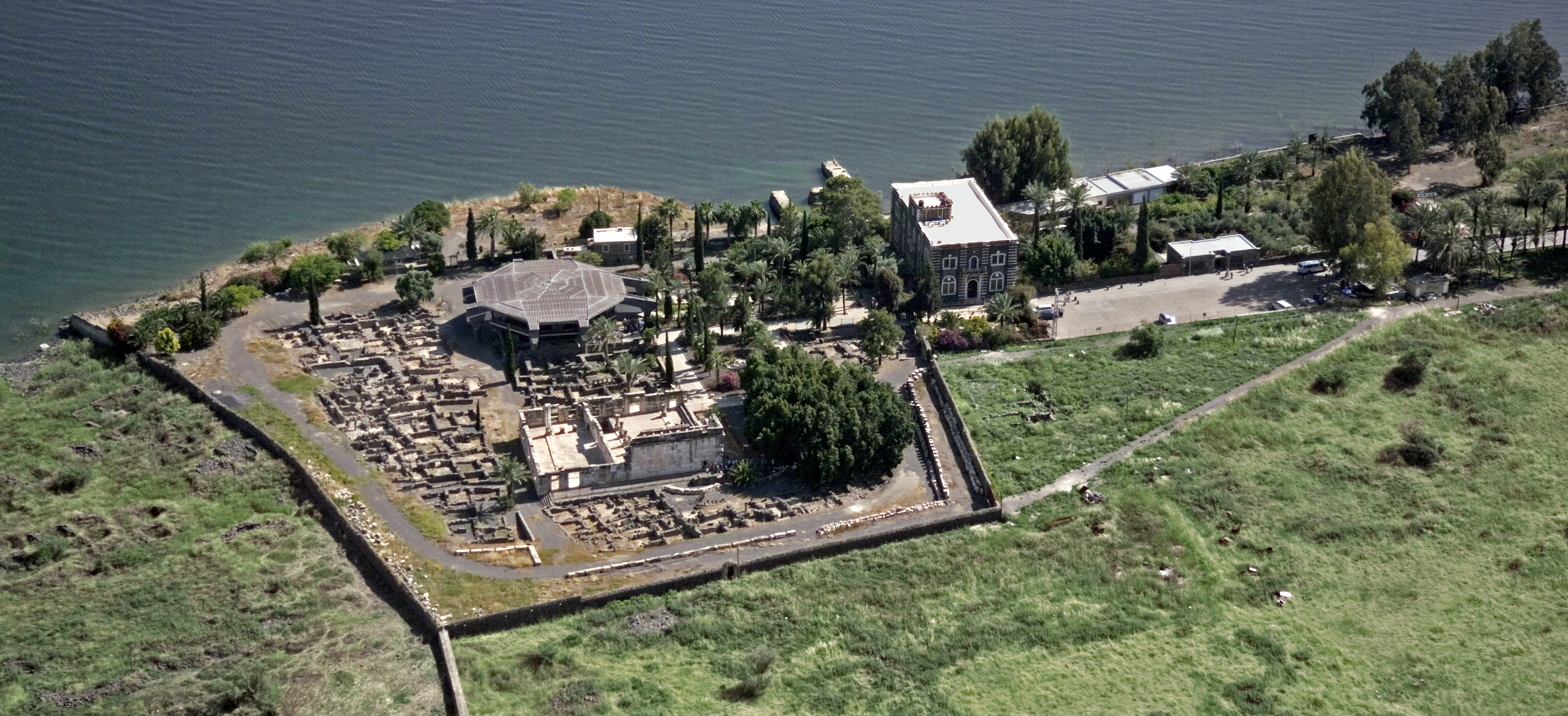
Widok klasztoru i sąsiedniego stanowiska archeologicznego w Kafarnaum